# 레옹 음바
가브리엘 레옹 음바(프랑스어: Gabriel Léon M'ba, 1902년 2월 9일~1967년 11월 28일)는 가봉의 정치인이다. 그는 가봉의 초대  총리(1959년~1961년)와 가봉의 대통령(1961년~1967년)을 역임했다.
1902년 팡족의 일원인 음바는 비교적 특권이 있는 마을 가정에서 태어났다. 신학교에서 공부한 후, 세관원으로 식민지 행정부에 들어가기 전에 여러 개의 작은 직업을 가지고 있었다. 흑인들에게 유리한 그의 정치활동은 프랑스 행정부를 걱정시켰고, 그의 활동에 대한 처벌로, 그는 보통 작은 벌금형을 받을 수 있는 경범죄를 저지르고 나서 징역형을 선고받았다. 1924년 행정부는 음바에게 두 번째 기회를 주고 그를 에스튀에르주의 통조림장으로 선출했다. 리브르빌 인근에서 발생한 여성 살해사건에 공모한 혐의를 받은 그는 1931년 징역 3년, 망명 10년을 선고받았다. 우방기샤리로 망명하는 동안, 그는 팡족의 부족 관습법을 문서화한 작품을 출판했다. 그는 지방 행정관들에게 고용되었고, 그의 업무로 상급자들로부터 칭찬을 받았다. 그는 프랑스 식민지 정부가 마침내 1946년 음바의 본국 귀환을 허락할 때까지 가봉에게 페르소나 논 그라타로 남아 있었다.
그는 1957년 5월 21일 총리로 임명되면서 정치적 등정을 시작했다. 1961년 2월 21일까지 총리를 지냈다. 1958년에는 가봉이 프랑코아프리카 공동체에 이전보다 더 많이 포함되도록 이니셔티브를 지시하였다. 그는 1960년 8월 17일 프랑스로부터 독립하자마자 대통령이 되었다. 정치적 적수 장힐라레 오바메는 1964년 2월, 쿠데타를 통해 잠시 대통령직을 맡았으나 며칠 뒤 프랑스가 개입하면서 질서가 회복됐다. 음바는 1967년 3월 재선되었으나, 1967년 11월 암으로 사망하였고 부통령 오마르 봉고가 뒤를 이었다.

## 대통령직

### 권력 통합
1960년 6월 19일, 각 정당이 인구가 투표하는 후보자 명단을 제공하고, 과반수 득표자 명단이 당선자로 선언되어 경합된 모든 의석을 확보하는 블록 투표의 한 형태인 면밀한 명단 투표 시스템을 통해 입법 선거가 조직되었다. 선거구 및 선거구 경계를 재조정하여 가봉 민주당(BDG)은 임의로 244석을 확보한 반면, UDSG는 77석을 확보했다. 8월 13일, 가봉의 완전한 정치적 독립이 달성되기 한 달 전, 음바는 프랑스와 국방, 기술 협력, 경제 지원, 자료 접근성, 국가 안정과 관련하여 15개의 협력 계약을 체결했다. 8월 17일, 독립이 선언되었다. 그러나 총리는 8월 12일, 현실적으로 "독립을 통해 이제 우리는 우리의 소망을 실현할 강력한 미신을 소유하게 될 것이라고 상상함으로써 기회를 낭비해서는 안 됩니다. 독립을 통해 모든 것이 쉽고 가능해진다고 믿으면 무정부 상태, 무질서, 빈곤, 기근으로 떨어질 위험이 있습니다."
음바는 가봉의 투자 개발과 유치에 필요한 민주주의 정권을 수립하고자 했다. 그는 민주주의의 필요성과 강력하고 일관된 정부의 필요성을 조화시키려고 시도했다. 그러나 실제로 이 정권은 음바의 목표를 달성하는 데 근본적인 약점을 보였으며, 이 시기에 "노인" 또는 "보스"로 알려졌던 음바는 높은 수준의 권한을 갖게 되었다. 음바를 중심으로 개인숭배가 꾸준히 발전했고, 그의 찬양에 노래가 불렸고 우표와 간단한 옷을 그의 초상화로 인쇄되었다. 그의 사진은 가봉 전역의 상점과 호텔, 샤를 드골 옆에 걸려 있는 정부 건물에 전시되었다.
1960년 11월, 다수당 내부에서 위기가 발생했다. 의회와 상의 없이 내각 개편을 결정한 후, 음바의 동맹이었던 폴 곤주 국회의장은 비난 신청을 제출했다.

### 프랑스의 지도 아래
그가 권력에 복직한 후 음바는 쿠데타가 자신과 자신의 정권에 대한 것이라고 생각하지 않았다. 그는 그것이 국가에 대한 음모라고 믿었다. 그러나 곧 "프랑스 대통령 레옹 음바!"와 같은 슬로건이나 "독재"의 종식을 촉구하는 구호와 함께 반정부 시위가 시작되었다. 3월 23일, 장일레르 오바메가 쿠데타에 연루되었다는 혐의로 기소된 후 그들은 연대를 보였다. 쿠데타 계획에 참여하지 않았음에도 불구하고 오바메는 재판에서 10년의 노동과 10년의 망명형을 선고받았다.
이러한 사건에도 불구하고 쿠데타 이전에 계획된 입법 선거는 1964년 4월에 실시되었다. 주요 야당은 쿠데타에 연루되어 선거에 참여하지 못한 지도자들을 박탈당했다. UDSG는 정치 현장에서 사라졌고 야당은 전국적인 초점이 부족하고 지역 또는 민주화 강령만 유지하는 정당으로 구성되었다. 야당은 여전히 46%의 득표율과 47석 중 16석을 얻었으며, BDG는 54%의 득표율과 31석의 의석을 얻었다.

## 역대 선거 결과
| 선거명      | 직책명        | 대수 | 정당        | 득표율  | 득표수    | 결과 | 당락 |
| ----------- | ------------- | ---- | ----------- | ------- | --------- | ---- | ---- |
| 1961년 선거 | 가봉의 대통령 | 1대  | 가봉 민주당 | 100.00% | 315,335표 | 1위  |      |
| 1967년 선거 | 가봉의 대통령 | 1대  | 가봉 민주당 | 100.00% | 346,587표 | 1위  |      |